# Tannaici
Tannaici (aram. תנאים tanaim; z rdzenia תנא, który oznacza zarówno „powtarzać”, jak i wtórnie „nauczać”) –  w judaizmie początków n.e. nauczyciele prawa ustnego, mędrcy, których pouczenia zawarte są w Misznie i w Baraicie. Byli to uczeni żydowscy zajmujący się komentowaniem i wyjaśnianiem Biblii Hebrajskiej, przede wszystkim Tory, czyli prawa pisanego, oraz dostosowywaniem jego zasad do zmieniającej się sytuacji i warunków życia. Działali w okresie od ok. 20 (często również cezura 70) roku do 220 roku. Tannaici zostali pogrupowani w sześć generacji:
- I: Jednym z przedstawicieli był Gamaliel I Starszy (20–40 n.e.),
- II: Obok innych wymienia się w tym pokoleniu Szymona ben Gamaliel, Jochanana ben Zakkai (40–80 n.e.),
- III: m.in. Gamaliel II z Jawne, Eleazar ben Arach, Eleazar ben Cadok, Jechoszua ben Chanania (80–110 n.e.),
- IV: m.in. Abba Szaul, Akiba ben Josef, Elezar ben Azaria, Eleazar z Modiin, Elisza ben Abuja, Chanania (110–135 n.e.),
- V: m.in. Szymon ben Gamaliel II, Meir, Juda ben Elai, Szymon bar Jochaj, Nechemia (125–170),
- VI: Jehuda ha-Nasi (170–200).

W okresie 200–220 umieszcza się tzw. półtannaitów: m.in. Chija, Ben Kapara